# 1. Fußball-Club Kaiserslautern 1987-1988
Questa voce raccoglie le informazioni riguardanti il 1. Fußball-Club Kaiserslautern nelle competizioni ufficiali della stagione 1987-1988.

## Stagione
Nella stagione 1987-1988 il Kaiserslautern, allenato da Hans Bongartz e Josef Stabel, concluse il campionato di Bundesliga al 14º posto. In Coppa di Germania il Kaiserslautern fu eliminato agli ottavi di finale dall'Amburgo.

## Rosa
| N. |                     | Ruolo | Calciatore        |
| -- | ------------------- | ----- | ----------------- |
|    | Germania (bandiera) | P     | Gerald Ehrmann    |
|    | Germania (bandiera) | P     | Michael Serr      |
|    | Germania (bandiera) | D     | Michael Dusek     |
|    | Germania (bandiera) | D     | Stefan Emmerling  |
|    | Germania (bandiera) | D     | Franco Foda       |
|    | Germania (bandiera) | D     | Kay Friedmann     |
|    | Germania (bandiera) | D     | Jürgen Groh       |
|    | Germania (bandiera) | D     | Herbert Hoos      |
|    | Germania (bandiera) | D     | Sascha Kiefaber   |
|    | Germania (bandiera) | D     | Markus Kranz      |
|    | Germania (bandiera) | D     | Hans-Werner Moser |
|    | Germania (bandiera) | D     | Axel Roos         |

| N. |                     | Ruolo | Calciatore     |
| -- | ------------------- | ----- | -------------- |
|    | Germania (bandiera) | D     | Michael Schulz |
|    | Germania (bandiera) | D     | Wolfgang Wolf  |
|    | Germania (bandiera) | C     | Mario Basler   |
|    | Germania (bandiera) | C     | Frank Hartmann |
|    | Germania (bandiera) | C     | Fabrizio Hayer |
|    | Germania (bandiera) | C     | Frank Lelle    |
|    | Germania (bandiera) | C     | Jürgen Lutz    |
|    | Germania (bandiera) | C     | Markus Schupp  |
|    | Germania (bandiera) | C     | Michael Sommer |
|    | Germania (bandiera) | C     | Wolfram Wuttke |
|    | Germania (bandiera) | A     | Sergio Allievi |
|    | Germania (bandiera) | A     | Harald Kohr    |

## Organigramma societario
Area tecnica
- Allenatore: Josef Stabel
- Allenatore in seconda:
- Preparatore dei portieri:
- Preparatori atletici:

## Calciomercato

### Sessione estiva
| Acquisti | Acquisti          | Acquisti                  | Acquisti |
| R.       | Nome              | da                        | Modalità |
| -------- | ----------------- | ------------------------- | -------- |
| D        | Stefan Emmerling  | Sandhausen                |          |
| D        | Franco Foda       | Saarbrücken               |          |
| A        | Lárus Guðmundsson | Uerdingen 05              |          |
| D        | Michael Nushöhr   | Stoccarda                 |          |
| C        | Michael Sommer    | Kaiserslautern (juniores) |          |

| Cessioni | Cessioni        | Cessioni              | Cessioni |
| R.       | Nome            | a                     | Modalità |
| -------- | --------------- | --------------------- | -------- |
| C        | Frank Haun      | Magonza               |          |
| D        | Stefan Majewski | Arminia Bielefeld     |          |
| D        | Gunther Metz    | Karlsruhe             |          |
| C        | Patrik Mohr     | Magonza               |          |
| A        | Jürgen Molnar   | Rot-Weiss Francoforte |          |
| D        | Leo Spielberger | Arminia Bielefeld     |          |
| A        | Dieter Trunk    | Darmstadt             |          |

### Sessione invernale
| Acquisti | Acquisti | Acquisti | Acquisti |
| R.       | Nome     | da       | Modalità |
| -------- | -------- | -------- | -------- |

| Cessioni | Cessioni          | Cessioni    | Cessioni |
| R.       | Nome              | a           | Modalità |
| -------- | ----------------- | ----------- | -------- |
| A        | Lárus Guðmundsson | Víkingur    |          |
| D        | Michael Nushöhr   | Saarbrücken |          |

## Risultati

### Bundesliga

#### Girone di andata
| Arbitro: | Wiesel |

|               |           |                         |
| Kohr 16’, 45’ | Marcatori | 71’ Schulz 73’ Turowski |

| Arbitro: | Brückner |

|                              |           |          |
| Allofs 37’ Janßen 87’ (rig.) | Marcatori | 68’ Kohr |

| Kaiserslautern 15 agosto 1987, ore 15:30 CEST 3ª giornata | Kaiserslautern | 0 – 0 referto | Werder Brema | Fritz-Walter-Stadion (18 255 spett.)\| Arbitro: \| Tritschler \| |
| Arbitro:                                                  | Tritschler     |               |              |                                                                  |

| Arbitro: | Fux |

|                                             |           |  |
| Edelmann 23’, 78’ Thon 48’, 58’ Wollitz 79’ | Marcatori |  |

| Arbitro: | Schmidhuber |

|                                       |           |            |
| Hartmann 20’, 87’ Wuttke 64’ Foda 75’ | Marcatori | 35’ Hobday |

| Arbitro: | Gabor |

|               |           |  |
| Pilipović 33’ | Marcatori |  |

| Arbitro: | Strigel |

|                                                       |           |          |
| Dittmer 14’ Kroth 59’ Labbadia 63’, 73’ Laubinger 83’ | Marcatori | 71’ Kohr |

| Arbitro: | Barnick |

|                                                |           |                     |
| Kohr 19’ Schulz 52’ Kree 60’ (aut.) Wuttke 89’ | Marcatori | 11’ Leifeld 20’ Epp |

| Arbitro: | Mierswa |

|                                |           |               |
| Kuntz 10’ Prytz 57’ Funkel 87’ | Marcatori | 26’ Friedmann |

| Arbitro: | Assenmacher |

|                        |           |               |
| Hartmann 26’ Lelle 49’ | Marcatori | 83’ Klinsmann |

| Arbitro: | Peduzzi |

|                                 |           |  |
| Götz 26’ Falkenmayer 74’ (rig.) | Marcatori |  |

| Arbitro: | Amerell |

|                                     |           |                 |
| Hartmann 21’ Kohr 41’ Emmerling 64’ | Marcatori | 88’ (aut.) Wolf |

| Arbitro: | Broska |

|                                           |           |               |
| Wegmann 7’, 36’ Wohlfarth 14’ Dorfner 30’ | Marcatori | 35’, 52’ Kohr |

| Arbitro: | Osmers |

|                   |           |                 |
| Roos 71’ Kohr 88’ | Marcatori | 23’, 52’ Bührer |

| Arbitro: | Brehm |

|                                     |           |                      |
| Stickroth 7’ Dooley 44’ Freiler 88’ | Marcatori | 14’ Allievi 52’ Roos |

| Arbitro: | Krug |

|             |           |                          |
| Allievi 20’ | Marcatori | 77’ Stenzel 82’ Eckstein |

| Arbitro: | Wittke |

|               |           |  |
| Frontzeck 31’ | Marcatori |  |

#### Girone di ritorno
| Arbitro: | Ahlenfelder |

|  |           |                       |
|  | Marcatori | 52’ Hartmann 72’ Lutz |

| Arbitro: | Heitmann |

|                                   |           |  |
| Kohr 30’ Hartmann 65’ Allievi 70’ | Marcatori |  |

| Brema 20 febbraio 1988, ore 15:30 CET 20ª giornata | Werder Brema | 0 – 0 referto | Kaiserslautern | Weserstadion (17 500 spett.)\| Arbitro: \| Pauly \| |
| Arbitro:                                           | Pauly        |               |                |                                                     |

| Arbitro: | Scheuerer |

|                                        |           |                           |
| Roos 52’ Wuttke 55’, 81’, 83’ Kohr 90’ | Marcatori | 10’ Marquardt 71’ Wollitz |

| Arbitro: | Krug |

|              |           |  |
| Dammeier 25’ | Marcatori |  |

| Arbitro: | Umbach |

|                    |           |          |
| Kreuzer 87’ (aut.) | Marcatori | 45’ Raab |

| Arbitro: | Assenmacher |

|  |           |                                   |
|  | Marcatori | 21’ Beiersdorfer 84’, 87’ Okoński |

| Arbitro: | Strigel |

|             |           |             |
| Leifeld 10’ | Marcatori | 23’ Allievi |

| Arbitro: | Fux |

|                            |           |              |
| Herget 22’ (aut.) Roos 90’ | Marcatori | 4’, 40’ Fach |

| Arbitro: | Kruse |

|                                               |           |  |
| Schütterle 59’ Allgöwer 83’ (rig.) Walter 85’ | Marcatori |  |

| Arbitro: | Brehm |

|                 |           |                              |
| Kohr 51’ (rig.) | Marcatori | 59’ Waas 72’ Täuber 89’ Götz |

| Arbitro: | Tritschler |

|                                       |           |  |
| Zorc 20’ (rig.) Helmer 45’ Möller 90’ | Marcatori |  |

| Arbitro: | Weber |

|                         |           |               |
| Lelle 44’ Kohr 55’, 62’ | Marcatori | 81’ Wohlfarth |

| Arbitro: | Umbach |

|  |           |                   |
|  | Marcatori | 48’ Kohr 82’ Foda |

| Arbitro: | Pauly |

|            |           |  |
| Schupp 57’ | Marcatori |  |

| Arbitro: | Broska |

|                                |           |                     |
| Eckstein 11’ Andersen 32’, 34’ | Marcatori | 25’ Wuttke 50’ Roos |

| Arbitro: | Mierswa |

|                                                       |           |                                |
| Kohr 5’ Roos 56’ Friedmann 59’ Allievi 72’ Wuttke 82’ | Marcatori | 2’ (aut.) Wolf 16’ Hochstätter |

### Coppa di Germania
| Arbitro: | Pauly |

|                                    |           |          |
| Wolf 81’ Emmerling 97’ Wuttke 119’ | Marcatori | 23’ Dais |

| Arbitro: | Dellwing |

|                                       |           |                                         |
| Kohr 9’ Hartmann 19’ Allievi 65’, 88’ | Marcatori | 20’ Schlumberger 79’ Holzer 83’ Dinauer |

| Arbitro: | Schmidhuber |

|           |           |                               |
| Moser 66’ | Marcatori | 41’ Jakobs 76’ (rig.) Okoński |

## Statistiche

### Statistiche di squadra
| Competizione      | Punti | In casa | In casa | In casa | In casa | In casa | In casa | In trasferta | In trasferta | In trasferta | In trasferta | In trasferta | In trasferta | Totale | Totale | Totale | Totale | Totale | Totale | DR |
| Competizione      | Punti | G       | V       | N       | P       | Gf      | Gs      | G            | V            | N            | P            | Gf           | Gs           | G      | V      | N      | P      | Gf     | Gs     | DR |
| ----------------- | ----- | ------- | ------- | ------- | ------- | ------- | ------- | ------------ | ------------ | ------------ | ------------ | ------------ | ------------ | ------ | ------ | ------ | ------ | ------ | ------ | -- |
| Bundesliga        | 29    | 17      | 9       | 5       | 3       | 39      | 25      | 17           | 2            | 2            | 13           | 14           | 37           | 34     | 11     | 7      | 16     | 53     | 62     | -9 |
| Coppa di Germania | -     | 3       | 2       | 0       | 1       | 8       | 6       | 0            | 0            | 0            | 0            | 0            | 0            | 3      | 2      | 0      | 1      | 8      | 6      | +2 |
| Totale            | 29    | 20      | 11      | 5       | 4       | 47      | 31      | 17           | 2            | 2            | 13           | 14           | 37           | 37     | 13     | 7      | 17     | 61     | 68     | -7 |

### Andamento in campionato
| Giornata  | 1 | 2  | 3  | 4  | 5  | 6  | 7  | 8  | 9  | 10 | 11 | 12 | 13 | 14 | 15 | 16 | 17 | 18 | 19 | 20 | 21 | 22 | 23 | 24 | 25 | 26 | 27 | 28 | 29 | 30 | 31 | 32 | 33 | 34 |
| --------- | - | -- | -- | -- | -- | -- | -- | -- | -- | -- | -- | -- | -- | -- | -- | -- | -- | -- | -- | -- | -- | -- | -- | -- | -- | -- | -- | -- | -- | -- | -- | -- | -- | -- |
| Luogo     | C | T  | C  | T  | C  | T  | T  | C  | T  | C  | T  | C  | T  | C  | T  | C  | T  | T  | C  | T  | C  | T  | C  | C  | T  | C  | T  | C  | T  | C  | T  | C  | T  | C  |
| Risultato | N | P  | N  | P  | V  | P  | P  | V  | P  | V  | P  | V  | P  | N  | P  | P  | P  | V  | V  | N  | V  | P  | N  | P  | N  | N  | P  | P  | P  | V  | V  | V  | P  | V  |
| Posizione | 8 | 12 | 13 | 17 | 15 | 15 | 17 | 14 | 17 | 14 | 15 | 12 | 15 | 15 | 15 | 16 | 17 | 16 | 12 | 12 | 10 | 14 | 13 | 14 | 14 | 14 | 15 | 16 | 16 | 16 | 15 | 14 | 15 | 14 |

Legenda:

Luogo: C = Casa; T = Trasferta. Risultato: V = Vittoria; N = Pareggio; P = Sconfitta.

### Statistiche dei giocatori
| Giocatore      | Bundesliga | Bundesliga | Bundesliga  | Bundesliga | Coppa di Germania | Coppa di Germania | Coppa di Germania | Coppa di Germania | Totale   | Totale | Totale      | Totale     |
| Giocatore      | Presenze   | Reti       | Ammonizioni | Espulsioni | Presenze          | Reti              | Ammonizioni       | Espulsioni        | Presenze | Reti   | Ammonizioni | Espulsioni |
| -------------- | ---------- | ---------- | ----------- | ---------- | ----------------- | ----------------- | ----------------- | ----------------- | -------- | ------ | ----------- | ---------- |
| S. Allievi     | 31         | 5          | 3           | 1          | 3                 | 2                 | 1                 | 0                 | 34       | 7      | 4           | 1          |
| M. Basler      | 0          | 0          | 0           | 0          | 0                 | 0                 | 0                 | 0                 | 0        | 0      | 0           | 0          |
| M. Dusek       | 6          | 0          | 0           | 0          | 1                 | 0                 | 1                 | 0                 | 7        | 0      | 1           | 0          |
| G. Ehrmann     | 17         | 0          | 1           | 0          | 2                 | 0                 | 0                 | 0                 | 19       | 0      | 1           | 0          |
| S. Emmerling   | 22         | 1          | 2           | 0          | 2                 | 1                 | 0                 | 0                 | 24       | 2      | 2           | 0          |
| F. Foda        | 32         | 2          | 7           | 0          | 3                 | 0                 | 1                 | 0                 | 35       | 2      | 8           | 0          |
| K. Friedmann   | 17         | 2          | 2           | 0          | 1                 | 0                 | 0                 | 0                 | 18       | 2      | 2           | 0          |
| J. Groh        | 32         | 0          | 4           | 0          | 3                 | 0                 | 0                 | 0                 | 35       | 0      | 4           | 0          |
| L. Guðmundsson | 7          | 0          | 0           | 0          | 1                 | 0                 | 0                 | 0                 | 8        | 0      | 0           | 0          |
| F. Hartmann    | 18         | 6          | 2           | 0          | 2                 | 1                 | 0                 | 0                 | 20       | 7      | 2           | 0          |
| F. Hayer       | 0          | 0          | 0           | 0          | 0                 | 0                 | 0                 | 0                 | 0        | 0      | 0           | 0          |
| H. Hoos        | 14         | 0          | 0           | 0          | 1                 | 0                 | 0                 | 0                 | 15       | 0      | 0           | 0          |
| S. Kiefaber    | 0          | 0          | 0           | 0          | 0                 | 0                 | 0                 | 0                 | 0        | 0      | 0           | 0          |
| H. Kohr        | 30         | 16         | 3           | 1          | 2                 | 1                 | 0                 | 0                 | 32       | 17     | 3           | 1          |
| M. Kranz       | 1          | 0          | 0           | 0          | 0                 | 0                 | 0                 | 0                 | 1        | 0      | 0           | 0          |
| F. Lelle       | 21         | 2          | 0           | 0          | 1                 | 0                 | 0                 | 0                 | 22       | 2      | 0           | 0          |
| J. Lutz        | 6          | 1          | 0           | 0          | 0                 | 0                 | 0                 | 0                 | 6        | 1      | 0           | 0          |
| H. Moser       | 23         | 0          | 5           | 1          | 3                 | 1                 | 0                 | 0                 | 26       | 1      | 5           | 1          |
| M. Nushöhr     | 7          | 0          | 2           | 0          | 1                 | 0                 | 0                 | 0                 | 8        | 0      | 2           | 0          |
| A. Roos        | 23         | 6          | 3           | 0          | 2                 | 0                 | 0                 | 0                 | 25       | 6      | 3           | 0          |
| M. Schulz      | 30         | 1          | 9           | 0          | 2                 | 0                 | 0                 | 0                 | 32       | 1      | 9           | 0          |
| M. Schupp      | 25         | 1          | 3           | 0          | 1                 | 0                 | 0                 | 0                 | 26       | 1      | 3           | 0          |
| M. Serr        | 19         | 0          | 0           | 0          | 1                 | 0                 | 1                 | 0                 | 20       | 0      | 1           | 0          |
| M. Sommer      | 1          | 0          | 0           | 0          | 0                 | 0                 | 0                 | 0                 | 1        | 0      | 0           | 0          |
| W. Wolf        | 25         | 0          | 5           | 0          | 3                 | 1                 | 0                 | 0                 | 28       | 1      | 5           | 0          |
| W. Wuttke      | 28         | 7          | 3           | 0          | 3                 | 1                 | 0                 | 0                 | 31       | 8      | 3           | 0          |